# Holbeach
Holbeach est une ville d'Angleterre dans le Lincolnshire. 
La population comptait 8 871 habitants en 2021.

## Géographie
Elle est située à 59 km au sud-sud-est de Lincoln. 